# Guido Mannari
Guido Mannari (13 de diciembre de 1944-10 de agosto de 1988) fue un actor italiano de cine y televisión.

## Carrera
Nacido en Rosignano Marittimo, Provincia de Livorno, Mannari se interesó inicialmente por el fútbol antes de empezar una carrera como actor.
Hizo su debut en el cine en 1969, cuando fue escogido por el director Mauro Bolognini para interpretar una pequeña escena en la película L'assoluto naturale. Su participación en la cinta generó cierta controversia en la época, pues se trataba de una escena de violación. Esta publicidad indirecta impulsó su carrera como actor.
Más tarde Mannari interpretó una gran cantidad de roles, la mayoría de ellos desempeñándose como un galán seductor. También se le recuerda por su participación en la controvertida película de Tinto Brass Calígula en la que interpretó a Macro, consejero personal del emperador que termina siendo decapitado por una extraña máquina de tortura en un espectáculo público. Murió de un ataque al corazón a la edad de 43 años el 10 de agosto de 1988. 

## Filmografía seleccionada
- L'assoluto naturale (1969)
- Mazzabubù... Quante corna stanno quaggiù? (1971)
- The Decameron (1971)
- Madness - Gli occhi della luna (1971)
- Un peu de soleil dans l'eau froide (1971)
- Blindman (1971)
- Storia de fratelli e de cortelli (1973)
- Brothers Blue (1973)
- Number One (1973)
- The Driver's Seat (1974)
- Giubbe rosse (1975)
- The Cop in Blue Jeans (1976)
- Caligula (1979)
- Il medium (1980)
- Windsurf - Il vento nelle mani (1984)
- Telefonema na Madrugada (1985)